# آی‌پی‌پی
آی‌پی‌پی (انگلیسی: International Public Partnerships) شرکت خدمات مالی بریتانیایی است، که در سال ۲۰۰۶ تأسیس شد.